# Ана Кокич
Ана Кокич (нар. 11 березня 1983, Белград, СФРЮ) — сербська співачка. 

## Дискографія
- 2006 . Мојне мала
- 2007 . Шта ће мени име
- 2011 . Психо